# Österreichische Botschaft in Tallinn
Die Österreichische Botschaft Tallinn (estnisch Austria Suursaatkond Tallinnas; die Stadt deutsch auch Reval) ist der Hauptsitz des österreichischen Botschafters in Estland  (Austria Vabariigi suursaadik Eestis), dem diplomatischen Vertreters der Republik Österreich in der Republik Estland (Eesti Vabariik), in Tallinn.
Die Botschaft wird voraussichtlich 2018 im Zuge einer Umstrukturierung aufgelöst.

## Geschichte
Estland gehörte zum Deutschordensstaat, ab 1561 zum Königreich Schweden, ab 1721 zum Zarenreich Russland. Die Diplomatie Österreichs (und Österreich-Ungarns) lief dementsprechend über die Gesandtschaften in Stockholm und in Sankt Petersburg.
Nach der Oktoberrevolution 1917 erklärte sich das Land unabhängig, von der Republik Österreich wurde es am 26. Juni 1921 anerkannt.
Zuständig für das Baltikum war die Botschaft Warschau. Estland ging dann nach Kriegsende in der Sowjetunion auf, die Vertretung Österreichs befand sich in Moskau.
Mai 1990 erklärte sich das Land nach dem Zerfall der Sowjetunion neuerlich unabhängig und wurde von Österreich am 28. August 1991 wiederanerkannt, die diplomatischen Beziehungen wurden am 8. Januar 1992 aufgenommen.  Schon 1991 wurde eine Österreich-Bibliothek eröffnet. Die estnische Botschaft in Wien gibt es seit 1993.
Mit 1. November 1997 wurde dann die Österreichische Botschaft eröffnet.
2015 wurde beschlossen, die Botschaft aufzulassen, sie wird relativ wenig genutzt, und der diplomatische Kontakt zu Estland ist über EU-Institutionen gut möglich und soll „bilateral intensiv“ bleiben.

## Estnisch-österreichische Beziehungen
Die Beziehungen zwischen den beiden Ländern sind „ausgezeichnet“.
Wirtschaftlich ist sie trotz des Wirtschaftsbooms am Baltikum nicht ausnehmend bedeutend (2014 Außenhandelsvolumen Österreich zu Litauen 120 Mio. zu 34 Mio. Euro).
Eng ist der Kulturaustausch, mit Österreich-Bibliothek, Künstleraustauschprogrammen und Kulturveranstaltungen.

## Organisation
Sitz der Österreichischen Botschaft Tallinn ist die estnische Hauptstadt Tallinn, in der Vambola Nr. 6.
Zur Botschaft gehört auch:
- Büro des Verteidigungsattachés (akkreditiert in Dänemark, Estland, Lettland, Finnland, Norwegen und Schweden; residiert in Stockholm)

Weitere diplomatische Stellen:
- Advantage Austria – Österreichisches Außenwirtschaftsbüro Tallinn[12]
- Österreich-Bibliothek Tallinn ist als Österreichischer Lesesaal (Eesti Rahvusraamatukogu – Austria saal der Estnischen Nationalbibliothek angegliedert[13][6][11]

## Liste der Österreichischen Botschafter
| Name                     | Amtszeit                    | Anmerkungen |
| Österreich → Estland     | Österreich → Estland        | Österreich → Estland                                                                                                 |
| ------------------------ | --------------------------- | --- |
| Manfred Ortner           | 8. Jan. 1992–15. Dez. 1994  | mitbeglaubigter Botschafter in Finnland                                                                              |
| Wendelin Ettmayer        | 15. Dez. 1994–30. Okt. 1997 | mitbeglaubigter Botschafter in Finnland davor Nationalratsabgeordneter, danach Botschafter in Kanada, beim Europarat |
| Michael Miess            | 30. Okt. 1997–28. Nov. 2001 | |
| Jakub Forst-Battaglia    | 4. Dez. 2001–15. Dez. 2006  | |
| Angelika Saupe-Berchtold | 8. Feb. 2007–6. Nov. 2011   | |
| Renate Kobler            | 23. Nov. 2011–17. Aug. 2015 | davor an div. Botschaften und im Außenministerium; danach Botschafterin in Mazedonien                                |
| Doris Danler             | 8. Sep. 2015–…              | davor Leiterin Kulturforum Istanbul                                                                                  |

Quelle: Estn. Botschaft Wien